# خانه هریتاش
خانه مرحوم مجردیان (هریتاش) مربوط به اواخر دوره صفوی است و در اصفهان، کوچه کدخدا، خیابان ابن سینا واقع شده و این اثر در تاریخ ۲۰ مهر ۱۳۵۴ با شمارهٔ ثبت ۱۰۹۸ به‌عنوان یکی از آثار ملی ایران به ثبت رسیده‌است. لازم است ذکر شود مرحوم احمد هریتاش فرزند مرحوم محمد علی مجردیان است و ایشان دارای دو برادر به نامهای اکبر فرسیر و علی محمد مجردیان می‌باشند و اصالت نام خانوادگی ایشان مجردیان است.